# Droga krajowa B202 (Niemcy)
Droga krajowa 202 (niem. Bundesstraße 202, B 202) – niemiecka droga krajowa przebiegająca  z zachodu na wschód z miejscowości Sankt Peter nad brzegiem Morza Północnego do skrzyżowania z autostradą A1 na węźle Oldenburg in Holstein - Süd koło Oldenburga w Szlezwiku-Holsztynie.